# Habitualtillstånd
Habitualtillstånd betyder normaltillstånd och används vanligen i medicinsk betydelse - fysiskt eller psykiskt. Exempel: Patienten har efter insatt medicinering återgått till sitt habitualtillstånd.